# Samantha Smith (tennista)
Samantha Smith (Epping, 27 novembre 1971) è un'ex tennista britannica.

## Carriera
Nel corso della sua carriera ha vinto 2 titoli ITF di singolare e 4 di doppio. Nei tornei del Grande Slam ha ottenuto i suoi migliori risultati raggiungendo il quarto turno nel Torneo di Wimbledon del 1998.

## Statistiche

### Risultati in progressione
| Sigla | Risultato               |
| ----- | ----------------------- |
| V     | Vincitore               |
| F     | Finalista               |
| SF    | Semifinalista           |
| O     | Oro olimpico            |
| A     | Argento olimpico        |
| SF    | Bronzo olimpico         |
| QF    | Quarti di Finale        |
| 4T    | Quarto turno            |
| 3T    | Terzo turno             |
| 2T    | Secondo turno           |
| 1T    | Primo turno             |
| RR    | Round Robin             |
| LQ    | Turno di qualificazione |
| A     | Assente                 |
| ND    | Non disputato           |

| Legenda superfici    |
| -------------------- |
| Cemento              |
| Terra battuta        |
| Erba                 |
| Superficie variabile |

#### Singolare nei tornei del Grande Slam
| Torneo          | 1989 | 1990 | 1991 | 1992 | 1993 | 1994 | 1995 | 1996 | 1997 | 1998 | 1999 | 2000 | 2001 |
| --------------- | ---- | ---- | ---- | ---- | ---- | ---- | ---- | ---- | ---- | ---- | ---- | ---- | ---- |
| Australian Open | A    | A    | A    | 1T   | A    | A    | A    | A    | A    | A    | 2T   | A    | A    |
| Open di Francia | A    | A    | 1T   | A    | A    | A    | A    | A    | A    | A    | 1T   | A    | A    |
| Wimbledon       | 1T   | 1T   | 1T   | A    | A    | A    | A    | 1T   | 1T   | 4T   | 1T   | 1T   | A    |
| US Open         | A    | A    | A    | A    | A    | A    | A    | A    | 2T   | 1T   | A    | A    | A    |

#### Doppio nei tornei del Grande Slam
| Torneo          | 1989 | 1990 | 1991 | 1992 | 1993 | 1994 | 1995 | 1996 | 1997 | 1998 | 1999 | 2000 | 2001 |
| --------------- | ---- | ---- | ---- | ---- | ---- | ---- | ---- | ---- | ---- | ---- | ---- | ---- | ---- |
| Australian Open | A    | A    | A    | 1T   | A    | A    | A    | A    | A    | 1T   | A    | A    | A    |
| Open di Francia | A    | A    | 1T   | A    | A    | A    | A    | A    | A    | A    | A    | A    | A    |
| Wimbledon       | A    | 1T   | 2T   | A    | A    | A    | A    | 1T   | 1T   | 1T   | 1T   | 1T   | A    |
| US Open         | A    | 1T   | A    | A    | A    | A    | A    | A    | A    | A    | A    | A    | A    |

#### Doppio misto nei tornei del Grande Slam
| Torneo          | 1989 | 1990 | 1991 | 1992 | 1993 | 1994 | 1995 | 1996 | 1997 | 1998 | 1999 | 2000 | 2001 |
| --------------- | ---- | ---- | ---- | ---- | ---- | ---- | ---- | ---- | ---- | ---- | ---- | ---- | ---- |
| Australian Open | A    | A    | A    | A    | A    | A    | A    | A    | A    | A    | A    | A    | A    |
| Open di Francia | A    | A    | A    | A    | A    | A    | A    | A    | A    | A    | A    | A    | A    |
| Wimbledon       | A    | 1T   | A    | A    | A    | A    | A    | A    | 1T   | A    | 1T   | 2T   | A    |
| US Open         | A    | A    | A    | A    | A    | A    | A    | A    | A    | A    | A    | A    | A    |